# فرانك دوكز
فرانك دوكز هو كاتب أغاني ومنتج أسطوانات كندي، ولد في 12 سبتمبر 1983 في تورونتو في كندا.

## وصلات خارجية
- فرانك دوكز على موقع IMDb (الإنجليزية)
- فرانك دوكز على موقع ميوزك برينز (الإنجليزية)
- فرانك دوكز على موقع ديسكوغز (الإنجليزية)
- فرانك دوكز على موقع ديسكوغز (الإنجليزية)
- فرانك دوكز على موقع ديسكوغز (الإنجليزية)